# Еспорлату
Еспорлату (італ. Esporlatu, сард. Isporlatu) — муніципалітет в Італії, у регіоні Сардинія,  провінція Сассарі.
Еспорлату розташоване на відстані близько 340 км на південний захід від Рима, 130 км на північ від Кальярі, 55 км на південний схід від Сассарі.
Населення — 407 осіб (2014).

## Демографія
Населення за роками:

Станом на 1 січня 2023 року в муніципалітеті офіційно проживало 7 іноземців з 4 країн, серед них 2 громадяни країн Євросоюзу.

## Сусідні муніципалітети
- Боттідда
- Бургос
- Іллораї